# アンディ・ウィン
アンディ・ウィン（Andy Nguyen、1982年4月22日 - ）は、アメリカ合衆国の女性総合格闘家。ベトナム系アメリカ人。カリフォルニア州ロサンゼルス出身。スコーピオン・ファイティング・システム所属。初代KOTC女子アトム級王者。 

## 来歴
27歳の時に格闘技を始め、ムエタイやボクシング、キックボクシング、総合格闘技のアマチュア試合で戦歴を重ねた後、2015年にプロデビュー。
2016年4月9日、KOTC女子アトム級初代王座決定戦でイレイン・サンティアゴと対戦し、TKO勝ちで王座獲得に成功した。
2016年10月8日、KOTC女子アトム級タイトルマッチで挑戦者のキャシー・ロブと対戦し、TKO勝ちで初防衛に成功。
2016年12月31日、RIZIN FIGHTING WORLD GRAND-PRIX 2016 無差別級トーナメント FINAL ROUNDで山本美憂と対戦し、1Rに腕ひしぎ十字固めで一本勝ち。
2017年5月6日、KOTC女子アトム級タイトルマッチで挑戦者のビー・グエンと対戦し、3-0の判定勝ちで2度目の防衛に成功。
2017年8月12日、KOTC女子アトム級タイトルマッチで挑戦者のメリッサ・カラジャニスと対戦し、0-3の判定負けで王座から陥落した。
2017年10月15日、RIZIN FIGHTING WORLD GRAND-PRIX 2017 1st ROUND -秋の陣-の女子アトム級トーナメント1回戦でRENAと対戦し、1Rに左ボディーブローでKO負け。前日計量でウィンが規定体重を250gオーバーしたため、ファイトマネーの一部が没収された。
2018年9月30日、RIZIN.13で山本美憂と再戦し、0-3の判定負け。

## 人物・エピソード
- アマチュア時代からアンドレア・リーのトレーニングパートナーを務めている[5]。
- プロデビュー前にアメリカのライフスタイル誌『Complex』の特集でロンダ・ラウジーやミーシャ・テイト、ミシェル・ウォーターソンらと共に「最もセクシーな10人の総合格闘家」の1人に選出された[7][8]。

## 戦績
| 総合格闘技 戦績 | 総合格闘技 戦績 | 総合格闘技 戦績 | 総合格闘技 戦績 | 総合格闘技 戦績 | 総合格闘技 戦績 | 総合格闘技 戦績 |
| --------------- | --------------- | --------------- | --------------- | --------------- | --------------- | --------------- |
| 15 試合         | (T)KO           | 一本            | 判定            | その他          | 引き分け        | 無効試合        |
| 6 勝            | 3               | 1               | 2               | 0               | 0               | 0               |
| 9 敗            | 2               | 0               | 7               | 0               | 0               | 0               |

| 勝敗 | 対戦相手               | 試合結果                     | 大会名                                                                                                  | 開催年月日     |
| ×    | あい                   | 5分3R終了 判定1-2            | BELLATOR JAPAN：Fedor vs. Rampage                                                                       | 2019年12月29日 |
| ×    | ティアニ・バレ         | 1R 1:29 TKO                  | X-1 World Events 51: One To Remember                                                                    | 2019年1月19日  |
| ×    | 山本美憂               | 5分3R終了 判定0-3            | RIZIN.13                                                                                                | 2018年9月30日  |
| ○    | キャシー・ロブ         | 5分3R終了 判定3-0            | KOTC: Under Siege                                                                                       | 2018年5月4日   |
| ×    | ケイティ・ソウル       | 5分3R終了 判定0-3            | KOTC: Mercenaries 2                                                                                     | 2018年1月13日  |
| ×    | RENA                   | 1R 3:05 KO（左ボディブロー） | RIZIN FIGHTING WORLD GRAND-PRIX 2017 1st ROUND -秋の陣- 【RIZIN女子スーパーアトム級トーナメント 1回戦】 | 2017年10月15日 |
| ×    | メリッサ・カラジャニス | 5分5R終了 判定0-3            | KOTC: Counterstrike 【KOTC女子アトム級タイトルマッチ】                                                  | 2017年8月12日  |
| ○    | ビー・グエン           | 5分5R終了 判定3-0            | KOTC: Groundbreaking 【KOTC女子アトム級タイトルマッチ】                                                 | 2017年5月6日   |
| ○    | 山本美憂               | 1R 4:42 腕ひしぎ十字固め     | RIZIN FIGHTING WORLD GRAND-PRIX 2016 無差別級トーナメント FINAL ROUND                                   | 2016年12月31日 |
| ○    | キャシー・ロブ         | 4R 4:13 TKO（パンチ連打）    | KOTC: Social Disorder 【KOTC女子アトム級タイトルマッチ】                                                | 2016年10月8日  |
| ×    | ビー・グエン           | 5分3R終了 判定0-3            | LFC 57                                                                                                  | 2016年7月1日   |
| ○    | イレイン・サンティアゴ | 3R 3:58 TKO（パンチ連打）    | KOTC: New Era 【KOTC女子アトム級初代王座決定戦】                                                        | 2016年4月9日   |
| ×    | ステファニー・アルバ   | 5分3R終了 判定0-3            | LFC 49                                                                                                  | 2015年12月4日  |
| ×    | メリッサ・カラジャニス | 5分3R終了 判定1-2            | CUFF 9: Canadian Invasion                                                                               | 2015年11月21日 |
| ○    | コーリー・ウォード     | 3R 4:48 TKO（パンチ連打）    | Vengeance Fighting Alliance: Round 6                                                                    | 2015年8月15日  |

## 獲得タイトル
- 初代KOTC女子アトム級王座（2016年）

## 表彰
- ブラジリアン柔術 青帯